# Primera División 1924 (Uruguay)
Het seizoen 1924 van de Primera División was het 24e seizoen van de hoogste Uruguayaanse voetbalcompetitie, georganiseerd door de Asociación Uruguaya de Football. De Primera División was een amateurcompetitie, pas vanaf 1932 werd het een professionele competitie. Analoog aan deze competitie organiseerde de dissidente Federación Uruguaya de Football dit seizoen ook een Primera División.

## Teams
Er namen twaalf ploegen deel aan de Primera División tijdens het seizoen 1924. Elf ploegen wisten zich vorig seizoen te handhaven en Racing Club de Montevideo promoveerde vanuit de Divisional Intermedia. Zij kwamen in de plaats van het gedegradeerde Dublin FC.
| Club                      | Stad       | Stadion             | Vorig seizoen |
| ------------------------- | ---------- | ------------------- | ------------- |
| Belgrano FC               | Montevideo | Onbekend            | 4e            |
| CA Bella Vista            | Montevideo | Onbekend            | 3e            |
| Charley FC                | Montevideo | Onbekend            | 11e           |
| CA Fénix                  | Montevideo | Onbekend            | 8e            |
| CA Lito                   | Montevideo | Onbekend            | 5e            |
| Liverpool FC              | Montevideo | Onbekend            | 7e            |
| Montevideo Wanderers FC   | Montevideo | Estadio Belvedere   | 9e            |
| Club Nacional de Football | Montevideo | Gran Parque Central | 1e            |
| Racing Club de Montevideo | Montevideo | Onbekend            | 1e (Int.)     |
| Rampla Juniors FC         | Montevideo | Onbekend            | 2e            |
| Universal FC              | Montevideo | Parque Salvo        | 6e            |
| Uruguay Onward FC         | Montevideo | Onbekend            | 10e           |

## Competitie-opzet
Alle deelnemende clubs speelden tweemaal tegen elkaar (thuis en uit). De ploeg met de meeste punten werd kampioen.
Club Nacional de Football had de beker die aan de landskampioen werd uitgereikt in 1917 mogen houden, omdat ze driemaal op rij kampioen waren geworden. In 1924 kon Nacional ook de eigenaar worden van de nieuwe beker die sinds 1918 werd uitgereikt; ze waren de afgelopen twee jaar kampioen geworden en hadden in totaal vanaf 1918 viermaal de landstitel gewonnen (vijfmaal kampioen worden was ook een manier om de beker te mogen houden).
Vorig seizoen waren Rampla Juniors FC en CA Bella Vista de ploegen geweest die het kortst achter Nacional waren geëindigd in de stand en ook in 1924 vormden zij met Nacional weer de top-drie. Rampla Juniors speelde echter geen rol in de titelstrijd; zij eindigden op geruime afstand van Bella Vista en Nacional als derde. De Papales slaagden er echter niet in om hun eerste landstitel te pakken en Nacional van de beker af te houden: weliswaar verloren ze slechts één wedstrijd, maar de titelhouder deed het nog beter; zij verloren geen enkele keer. Beide ploegen speelden vijfmaal gelijk en dus ging de titel naar het ongeslagen Nacional.
Het was voor het eerst sinds 1917 dat een ploeg ongeslagen landskampioen werd en net als toen was dat een derde titel op rij. De Tricolores mochten hierdoor de kampioensbeker houden. Bella Vista eindigde als tweede, één plekje beter dan ze vorig seizoen waren geëindigd. Rampla Juniors eindigde tien punten achter Nacional als derde en wist CA Fénix en promovendus Racing Club de Montevideo net voor zich te houden. De rode lantaarn was voor Charley FC: zij verloren, op één remise na, alle wedstrijden en degradeerden uit de Primera División.

### Kwalificatie voor internationale toernooien
De Copa Aldao, die werd gespeeld tussen de kampioenen van Argentinië en Uruguay, werd dit seizoen niet betwist. Dit seizoen waren er geen internationale bekers waar Uruguayaanse clubs zich voor kwalificeerden.

### Eindstand
|     | Club                      | Sp. | W  | G | V  | Pnt. | DV | DT | DS  |
| --- | ------------------------- | --- | -- | - | -- | ---- | -- | -- | --- |
| 01. | Club Nacional de Football | 22  | 17 | 5 | 0  | 39   | 49 | 10 | +39 |
| 2.  | CA Bella Vista            | 22  | 16 | 5 | 1  | 37   | 34 | 15 | +19 |
| 3.  | Rampla Juniors FC         | 22  | 11 | 7 | 4  | 29   | 28 | 15 | +13 |
| 4.  | CA Fénix                  | 22  | 10 | 7 | 5  | 27   | 30 | 21 | +9  |
| 5.  | Racing Club de Montevideo | 22  | 9  | 7 | 6  | 25   | 17 | 20 | –3  |
| 6.  | Montevideo Wanderers FC   | 22  | 7  | 8 | 7  | 22   | 27 | 19 | +8  |
| 7.  | Uruguay Onward FC         | 22  | 6  | 8 | 8  | 20   | 18 | 31 | –13 |
| 8.  | Belgrano FC               | 22  | 6  | 7 | 9  | 19   | 18 | 19 | –1  |
| 9.  | CA Lito                   | 22  | 6  | 7 | 9  | 19   | 18 | 19 | –1  |
| 10. | Liverpool FC              | 22  | 5  | 5 | 12 | 15   | 11 | 25 | –14 |
| 11. | Universal FC              | 22  | 3  | 5 | 14 | 11   | 11 | 29 | –18 |
| 12. | Charley FC                | 22  | 0  | 1 | 21 | 1    | 6  | 44 | –38 |

### Legenda
| Kleur | Resultaat                  |
| ----- | -------------------------- |
|       | Divisional Intermedia 1925 |

| Winnaar Primera División 1924       |
| ----------------------------------- |
| Club Nacional de Football 11e titel |

#### Topscorer
Topscorer werd Pedro Petrone van landskampioen Nacional met twintig treffers.
| №  | Speler        | Club(s)                   | Goals |
| -- | ------------- | ------------------------- | ----- |
| 1. | Pedro Petrone | Club Nacional de Football | 20    |

1900 · 1901 · 1902 · 1903 · 1904 · 1905 · 1906 · 1907 · 1908 · 1909 · 1910 · 1911 · 1912 · 1913 · 1914 · 1915 · 1916 · 1917 · 1918 · 1919 · 1920 · 1921 · 1922 · 1923 · 1924 · 1925 · 1926 · 1927 · 1928 · 1929 · 1930 · 1931 · 1932 · 1933 · 1934 · 1935 · 1936 · 1937 · 1938 · 1939 · 1940 · 1941 · 1942 · 1943 · 1944 · 1945 · 1946 · 1947 · 1948 · 1949 · 1950 · 1951 · 1952 · 1953 · 1954 · 1955 · 1956 · 1957 · 1958 · 1959 · 1960 · 1961 · 1962 · 1963 · 1964 · 1965 · 1966 · 1967 · 1968 · 1969 · 1970 · 1971 · 1972 · 1973 · 1974 · 1975 · 1976 · 1977 · 1978 · 1979 · 1980 · 1981 · 1982 · 1983 · 1984 · 1985 · 1986 · 1987 · 1988 · 1989 · 1990 · 1991 · 1992 · 1993 · 1994 · 1995 · 1996 · 1997 · 1998 · 1999 · 2000 · 2001 · 2002 · 2003 ·  2004 · 2005 · 2005/06 · 2006/07 · 2007/08 · 2008/09 · 2009/10 · 2010/11 ·  2011/12 · 2012/13 · 2013/14 · 2014/15 · 2015/16 · 2016 · 2017 · 2018 · 2019 · 2020 · 2021 · 2022 · 2023